# 南綾香
南綾香是日本女性聲優。主要為成人遊戲配音。

## 演出作品

### 成人遊戲
2002年
- アカネマニアックス～流れ星伝説剛田～（神宮司麻里棠）

2003年
- Muv-Luv（神宮司麻里棠）

2004年
- Muv-Luv Supplement（神宮司麻里棠）

2006年
- Muv-Luv Alternative（神宮司麻里棠）

2007年
- Muv-Luv ALTERED FABLE（神宮司麻里棠）

2011年
- 晴天中的偶然落雨（山上鈴音[1]）

2012年
- Muv-Luv UNLIMITED THE DAY AFTER episode:02（神宮司 まりも）